# イッツ・オール・トゥ・マッチ
「イッツ・オール・トゥ・マッチ」（It's All Too Much）は、ビートルズの楽曲である。1969年に発売された10作目のイギリス盤公式オリジナル・アルバム『イエロー・サブマリン』に収録された。1967年にジョージ・ハリスンが書いた楽曲で、アルバム『サージェント・ペパーズ・ロンリー・ハーツ・クラブ・バンド』を完成させた直後である1967年5月にレコーディングされた。ユナイテッド・アーティスツとの契約上の義務を果たすために、1968年に公開されたアニメーション映画『イエロー・サブマリン』のためにビートルズが提供した楽曲の1つである。
ハリスンは、幻覚剤の1種であるLSDでの体験を讃えるかたちで「イッツ・オール・トゥ・マッチ」を書いたが、後に超越瞑想で同様の気づきを得たことから、1967年8月にヘイト・アシュベリーを訪れた後、LSDを糾弾した。本作には、インドの伝統音楽のドローンを彷彿とさせるハモンドオルガン、エレクトリック・ギターのフィードバック、ブラスセクションが使用されている。大部分がセルフ・プロデュースとなっており、『サージェント・ペパーズ・ロンリー・ハーツ・クラブ・バンド』をはじめとしたビートルズの作品とは対照的なアプローチでレコーディングが行われた。
ビートルズの伝記作家の間では「目的のない楽曲」とされる一方で、ピーター・ドゲットは「イギリスのアシッド・ロックの頂点の1つ」と評している。楽曲発表後、スティーヴ・ヒレッジ、ジャーニー、ハウス・オブ・ラヴ、グレイトフル・デッド、チャーチらによってカバーされた。

## 背景
「イッツ・オール・トゥ・マッチ」は、ハリスンが幻覚剤の1種であるLSDで体験したことが反映された楽曲となっている。作家のロバート・ロドリゲスは、本作について「子供のような方法でアシッドの啓示を受けたことを伝える歌詞によって、栄光に満ちた祝賀を表現している」と述べている。ハリスンは「僕のLSDの実験は、マイナスな面もあるけど、長年の無関心さを救ってくれたから、むしろ祝福すべきことだと思っている。人生において重要なのは、『自分は何者なのか？』『自分はどこへ向かっているのか？』『どこから来たのか？』と問うことであると気づいた」と語っている。本作は純粋にドラッグに関連した楽曲ではなく、ハリスンは1980年に出版した自叙伝『I・ME・MINE』で、LSDの体験によってもたらされた「気づき」は瞑想にも当てはまると述べている。
1965年3月、ハリスンはバンドメイトのジョン・レノン、それぞれの妻と共に、初めてLSDを服用した。ハリスンはLSDによってもたらされた意識の高まりについて、「頭の中で電球が点灯した」「12時間で何百年もの経験をした」と喩えた。また、インドの伝統音楽、特にラヴィ・シャンカルの作品や東洋の精神性に興味を持つきっかけとなったのもLSDであったことを明かしている。1967年にハリスンが本作を書いた頃には、シャンカルやその弟子の1人であるシャンブー・ダスから指導を受け、一時的にシタールがギターに代わる主な使用楽器となっていた。しかし、「ウィズイン・ユー・ウィズアウト・ユー」や「ブルー・ジェイ・ウェイ」をはじめ、この時期に書かれた他の楽曲と同じく、ハリスンは鍵盤楽器を使用して作曲を行なっており、本作ではハモンドオルガンを使用して、インドのボーカル曲で聴かれるハーモニウムのドローンを彷彿とさせる音を再現している。
1967年は、カウンターカルチャーの啓蒙運動が活発になっていた時期と重なり、ロック・ミュージシャンおよびその聴衆の間でLSDの使用が広まっていた時期でもあった。1999年の『ビルボード』誌のインタビューで、ハリスンは「当時のサイケデリックなことすべてについてのロックンロール・ソングを書くことを目的としていた」と語っている。

## 作曲や曲の構成
曲のキーはGメジャーで、4分の4拍子で演奏される。メロディはGのペダル・ポイントに限定され、2 (A) と7 (F♯) の2つの音階を強調したシンプルなメロディになっている。本作のイントロと拡張されたエンディングを除き、ヴァースとコーラスの3パターンで構成され、第2型と第3型は楽器のみのセクションで区切られている。本作には当初4番目のヴァースとコーラスが存在していたが、レコーディングされた音源では省略されている。
オールミュージックのトム・マギナスは、本作の歌詞について「まもなくサマー・オブ・ラブと称されることになる理想主義的な楽観主義と、『ヒッピー』なる新しい若者文化に蔓延し幻覚作用による幸福感を反映している」と述べている。作家のイアン・イングリスは、「The love that's shining all around you（きみのまわり一面で光り輝く愛）」と「Floating down the stream of time（時の流れを下っていく）」というフレーズは特にサマー・オブ・ラブの背景にある哲学を反映したものと見ており、神学者のデイル・アリソンはこれらのフレーズの最初の部分に「新興宗教的な世界観」を見出している。
本作の「With your long blonde hair and your eyes of blue（ブロンドの髪に青い瞳）」というフレーズは、マージーズの1965年のヒット曲「愛の悲しみ」からの引用。このフレーズから、本作をハリスンの当時の妻であるパティ・ボイドに向けたラブソングとする解釈も存在している。本作の途中では、トランペット奏者によってジェレマイア・クラークの「デンマーク王子の行進」のフレーズが演奏される。

## 制作

### レコーディング
ビートルズは、1967年5月25日にディ・レーン・リー・スタジオで「イッツ・オール・トゥ・マッチ」のレコーディングを開始した。同日および翌26日のセッションはプロデューサーのジョージ・マーティンが参加しなかったため、セルフ・プロデュースでレコーディングが行なわれた。制作当初のタイトルは「Too Much」で、ジャーナリストのロバート・フォンテーノ曰（）く「非常に刺激的な体験をしたことを指すビートニクの言い回し」。ハリスンがハモンドオルガン、ジョン・レノンがリードギター、ポール・マッカートニーがベース、リンゴ・スターがドラムという編成でベーシック・トラックが4テイク録音され、最終的に演奏時間は8分を超えた。翌日にボーカル、パーカッション、ハンドクラップなどがオーバー・ダビングされた。また、音楽評論家のイアン・マクドナルドやケネス・ウォマックは、「ハリスンがリードギターも演奏した」と述べている。
マクドナルドは、5月25日と26日の2日間のセッションを「混沌としている」とし、「前月末にアルバム『サージェント・ペパーズ・ロンリー・ハーツ・クラブ・バンド』を完成させた後の、バンドのドラッグに触発された代表的な取り組み」と述べている。セッションを行なった翌週の日曜日に、ビートルズはサセックスにあるマネージャーのブライアン・エプスタインの自宅で催されたパーティーに出席し、その場でレノンとハリスンはデレク・テイラーにLSDを薦めた。6月2日にディ・レーン・リーで作業を再開し、マーティンも同席した。このセッションでは、マーティンの指揮による、4人のセッション・ミュージシャンが演奏したトランペットとバス・クラリネットのパートが追加された。
マギニスは、本作のイントロについて「吠えるようなギターのフィードバックと、教会を彷彿とさせるオルガンの歓喜に満ちた音が炸裂している」とし、「この雰囲気は、ハリスンが当時インドの音楽やヒンドゥー教の哲学に魅了されていたことを示唆しており、歴然たる東洋風のドローンのような暗流を持っている」と述べている。また、1964年に発売した「アイ・フィール・ファイン」以来となる、フィードバックを使用した楽曲となっており、ウォマックはジミ・ヘンドリックスに影響された可能性を示している。このギター・パートの演奏者には、複数の説が存在しており、ウォマックは「ハリスンが『ビグスビーを使って、焼きつくようなビブラートを目一杯かけた』エピフォン・カジノで弾いた」とし、ウォルター・エヴェレットはフィートバックの演奏者をレノンとしている。また、ハリスンは1999年の『ビルボード』誌のインタビューで、「今考えると、僕はオルガンを弾いていたから、ギターのフィードバックを弾いてないと思う。だからおそらくポールが弾いたんじゃないかな」と語っている。ハリスンは、ブラスセクションが目立つアレンジとなったことについて、「今日に至るまで、僕は彼らにあの忌々しいトランペットによって曲が台無しになったことで未だに腹を立てている。曲自体は基本的にいいんだけど、あのトランペットで台無しにしてしまったんだから」と語っている。

### ミキシング
1967年10月12日、ビートルズはEP『マジカル・ミステリー・ツアー』の作業を行ないながら、再びディ・レーン・リーで「イッツ・オール・トゥ・マッチ」の最終ミキシングを行なった。レコーディング後、ハリスンは8月にボイドやテイラーとともにサンフランシスコのヘイトアシュベリーを訪れた後、LSDを断っていた。ハリスンは、ヘイトアシュベリーでの麻薬中毒者や脱落者の集団と化してたむろしている光景に失望したことを後に明かしている。その後、ハリスンとレノンは、ビートルズは8月下旬にウェールズのバンガーで行なわれたマハリシ・マヘーシュ・ヨーギーのセミナーに参加したことをきっかけに、マハリシの超越瞑想の熱心な支持者となった。また、バンゴー滞在中に、バンドは幻覚剤の摂取をやめたことを発表。これは、同年6月に発行された『ライフ』誌のインタビューで、マッカートニーがLSDの効用を公に主張したことで物議を醸した後のバンドにとっての転機となった
ビートルズは、1967年に公開されたテレビ映画『マジカル・ミステリー・ツアー』で使用することを検討していたが、ユナイテッド・アーティスツとの契約で生じた「映画プロジェクトのために新曲4曲を提供する」という義務を果たすために、同年末にアニメーション映画『イエロー・サブマリン』のサウンドトラックとして提出することを決めた。映画で使用されたバージョンは、4つのヴァースのうちの2つとコーダの冒頭部分のみを使用し、演奏時間を2分22秒に縮めるなど、大幅な編集が加えられている。
1968年10月16日、アルバム『イエロー・サブマリン』に収録するためにリミックスされた。ボーカルとハンドクラップにはADTがかけられ、それぞれステレオの左右に振り分けれている。このミックスでは、8分あった演奏が6分28秒に縮められているが、ハリスンが書いたビートルズの公式発表曲の中で最も演奏時間が長い楽曲となっている。アルバム収録テイクは、コーダの最後から1分前よりフェード・アウトして終わる。

## 映画『イエロー・サブマリン』での使用
作家のステファン・グリンは、「イッツ・オール・トゥ・マッチ」が使用された場面を「映画の『最も大胆な場面』の1つ」として挙げている。本作が使用された場面はアート・ディレクターのハインツ・エーデルマンらが手がけており、ハプシャシュ&ザ・カラード・コートをはじめとしたサイケデリック・アーティストや、19世紀のイラストレーターであるオーブリー・ビアズリーの影響が反映されている。
マイケル・フロンタニは、「サマー・オブ・ラブのイデオロギーは1968年半ばまでに新左翼に触発された積極行動主義に取って代わられていたが、ビートルズに代表される『カウンターカルチャーの理想』は、一般の聴衆の間で人気であり続けた」とし、映画『イエロー・サブマリン』について「その理想を最も純粋かつ魅力的で、最も親しまれている形で表現したもの」と評している。本作は、映画のクライマックスで使用されており、本作のシーンについてケネス・ウォマックは「ビートルズが邪悪なブルー・ミーニーズを打ち負かし、ペパーランドに友情と音楽の色鮮やかな美しさが蘇ったことを讃えている」と説明している。作家のジョージ・ケースは、本作のシーンをビートルズの幻覚体験に対する明確な暗示の一例として挙げている。1999年にスターは本作について、「この曲が映画の雰囲気を作っている…音楽と映画がまさに調和しているんだ」と語っている。
映画における本作と「オンリー・ア・ノーザン・ソング」のシーンについて、グリンは「幻覚作用の視聴覚的な再現を試みたものと読み取って、はじめて『意味を成す』場面」と評している。

## リリース・評価
1968年9月に「イッツ・オール・トゥ・マッチ」をはじめとした新曲4曲を収録したEP盤の発売が予定されていたが、その代替としてフル・アルバムが制作された。LPのA面には新曲4曲に既発の「イエロー・サブマリン」と「愛こそはすべて」を加えた6曲、B面にはジョージ・マーティンが映画用に手がけたオーケストラ曲が収録された。映画のサウンドトラック・アルバムは、アルバム『ザ・ビートルズ』の発売を優先したビートルズにより二次的な作品と見なされていたため、発売が遅れていた。映画のロンドン・プレミアから6か月後にあたる1969年1月にアルバム『イエロー・サブマリン』が発売された。1996年1月、キャピトル・レコードのCEMAスペシャル・マーケッツ部門による企画の一環として、B面に「オンリー・ア・ノーザン・ソング」を収録したジュークボックス用のシングル盤が発売された。1999年に『イエロー・サブマリン』のDVDの発売に合わせて、楽曲のリミックスが行なわれ、『イエロー・サブマリン 〜ソングトラック〜』に収録された。同作の最後の曲（15曲目）として収録されており、このミックスではオリジナルよりもハモンドオルガンのパートが強調されている。また、2012年にiTunes限定で配信されたコンピレーション・アルバム『トゥモロー・ネバー・ノウズ』にも収録されている。
ニコラス・シャフナーは、1977年に出版した著書『The Beatles Forever』で、『イエロー・サブマリン』の発売を振り返り、「新曲の中で唯一数時間以上かけて書いたと思われる楽曲」とし、「ヴェルヴェット・アンダーグラウンドの強烈なフィードバックと、1967年のスピリットを要約したような、非常にウィットに富んだエピグラム」を本作のハイライトとして挙げている。ロバート・ロドリゲスは、本作の発売時期が世間での認知度に影響しているとし、1967年半ばには本作が「明確に無秩序」であったのに対し、1969年に発売された時には「バンドが普及に貢献したサイケデリック・ムーヴメントへの反動で、画期的ではなくなった」と評している。
『ビート・インストゥルメンタル』誌は、アルバム『イエロー・サブマリン』のレビューで、ビートルズの新曲がほとんどないことを嘆く一方で、本作と「オンリー・ア・ノーザン・ソング」について、「アルバムのA面を救済する素晴らしい作品」と評している。『レコード・ミラー』誌は、「『イエロー・サブマリン』の中で元も良いサウンドを持つ曲」とし、「オルガンの美しさもさることながら、プレーヤーの音量を下げても、その絶対的な音量が素晴らしい。この曲は基本的にロック的な構造をしているが、1つの途絶えることのない音を中心として、それが終わりまで続く」と評している。『インターナショナル・タイムズ』紙のバリー・マイルズは、「ジョージのインドの時間は、ドラムがフェードインとフェードアウトを繰り返しながら、朽ち果てた音に命を吹きこみ、何段階にもわたるハンドクラッピング・ナンバー。高音部の音が蛾のように揺らめく最上級の記録。幸せなシンガロング・ミュージックだ」と評している。また、マイルズは1998年に出版した著書『The Beatles Diary』で、「ビートルズがこれまでに録音したサイケデリアの中で最も印象的な作品」を賞賛し、「不協和音かつオフビートで、苦もなく素晴らしいこの曲は、『タックスマン』と並んでハリスンがこれまでに発表した西洋のロック・ミュージックの中で最も素晴らしい作品だった」と評している。

## 文化的影響など
映画『イエロー・サブマリン』が古典的な子供向けのアニメーション映画としての地位を築いた一方で、一部のビートルズの伝記作家は『サージェント・ペパーズ・ロンリー・ハーツ・クラブ・バンド』以降の1967年のレコーディングを「バンドの標準以下の作品」と見ている。マーク・ハーツガードは、本作について「形のない叫び声にすぎない」とし、イアン・マクドナルドも「ドラッグに魅せられたGペダルの単調さがダラダラと続く試作」と評している。
2002年に『ローリング・ストーン』誌に寄稿したグレッグ・コットは、本作について「またしても、ラーガ風味のグルーヴがハリスンの良さを引き出している」と述べている。同年に『アンカット』誌のナイジェル・ウィリアムソンは、本作を「サイケデリックな名曲」と評し、「もしも1967年の早い時期にレコーディングされていたら、『サージェント・ペパー』をさらに優れたアルバムにしていただろう」と述べている。2004年版の『The Rolling Stone Album Guide』で、ロブ・シェフィールドは「『イエロー・サブマリン』は本物のアルバムというよりも薄っぺらなサウンドトラックだが、ここで疑問がある」とし、「どうしてジョージの『イッツ・オール・トゥ・マッチ』が、ロック史における最も興奮させるサイケデリックのトップ5の1つとして扱われないのだろうか？」と書いている。シェフィードは、2017年に出版した著書『Dreaming the Beatles』 
で「失われたビートルズの名曲―今よりずっと有名になるべき1曲」とし、「アシッド・ロックの勢いとブラスバンドの華やかさのコンビネーションという、サージェント・ペパー・サウンドを真に体現したのがこの曲だ。『イッツ・オール・トゥ・マッチ』は、『サージェント・ペパー』の中で2番目もしくは3番目に良い曲だっただろう」と評している。2003年に出版された『Mojo Special Limited Edition: 1000 Days of Revolution』で、ピーター・ドゲットは本作を「ビートルズの作品群で比較的珍しい作品」としたうえで、「イギリスのアシッド・ロックの頂点の1つで、夢遊病のようなリズムは今日でも奇妙なほど現代的な雰囲気を保っている」と評している。
本作は、『モジョ』誌が1997年に発表した「Psychedelia: The 100 Greatest Classic」に掲載され、ジョン・サヴェッジは「聴覚的な快感」「狂おしいほどのブラスとハンドクラップは、あたかも1000頭の牛が咀嚼するような甘美な音を奏でる」と評した。2001年7月に『アンカット』誌が発表した「The 50 Greatest Beatles Tracks」では第43位、5年後に『モジョ』誌が発表した「The 101 Greatest Beatles Songs」では第85位にランクインした。『モジョ』誌のフィル・アレクサンダーは、クラウトロックに影響を与えたとし、プライマル・スクリームのボビー・ギレスピーは、「ビートルズの比較的厳格なアプローチから離れ、『ビー・バップ・ア・ルーラ』やマディ・ウォーターズ、ジョン・リー・フッカーの曲で得られるのと同じ感覚を呼び起こす素晴らしい音楽の1つ」と評している。『Ultimate Class Rock』に寄稿したデイヴ・スワンソンは、本作を「サイケデリック期のバンドの最も魅力的な作品の1つで、ビートルズの偉大な忘れられた歌の1つ」と述べている。2018年に『タイムアウト・ロンドン』誌が発表した「The 50 Best Beatles Songs」では、第31位にランクインした。

## カバー・バージョン

### スティーヴ・ヒレッジによるカバー

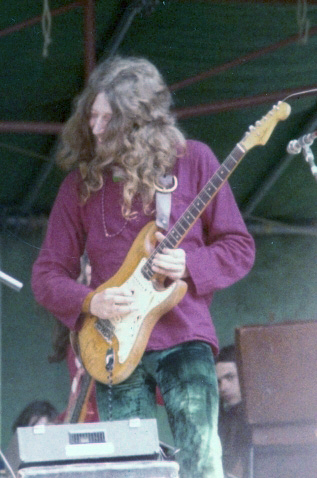
スティーヴ・ヒレッジ（1974年撮影）。アルバム『L』でカバーした後、ライブでも演奏している。

スティーヴ・ヒレッジは、1976年に発売したアルバム『L』に本作のカバー・バージョンを収録した。ヒレッジによるカバー・バージョンについて、アンタ―バーガーは「目の覚めるようなカバー」と評し、ウィリアムソンは「見事」と評している。プロデュースはトッド・ラングレンが手がけており、後にシングル盤としても発売された。
1976年10月、『サウンズ』誌のフィル・サトクリフは、ヒレッジが「イッツ・オール・トゥ・マッチ」とドノヴァンの「ハーディー・ガーディー・マン」をカバーしたことについて、ヒレッジのキャリアにおける「賢明な発表」と評している。
ヒレッジはライブでも度々演奏しており、『ライヴ・ヘラルド』（1979年）、『ライヴ・イン・コンサート』（1992年）、『Rainbow 1977』（2014年）などのアルバムにライブ音源が収録されている。

### その他のアーティストによるカバー
ジャーニーは、1976年に発売したアルバム『未来への招待状』に、本作のカバー・バージョンを収録した。ハウス・オブ・ラヴは、1992年に発売したアルバム『ベイブ・レインボー』からの第1弾シングル『Feel』のB面に、本作のカバー・バージョンを収録した。前年にはラヴズ・ヤング・ナイトメアが、コンピレーション・アルバム『Revolution No.9: A Tribute to The Beatles in Aid of Cambodia』で「All Too Much」というタイトルでカバーした。1999年にチャーチがカバー・アルバム『A Box of Birds』で本作をカバーした。
本作は、グレイトフル・デッド、その関連バンドであるラットドッグやフィル・レッシュ&フレンズ、ヤンダー・マウンテン・ストリング・バンドらによってライブで演奏された。この他にもオール・アバウト・イヴ、ポール・ギルバート、バイオレット・バーニング、高橋幸宏、リッチ・ロビンソンによってカバーされている。

## クレジット
※出典
ビートルズ
- ジョージ・ハリスン - リード・ボーカル、ハモンドオルガン、エレクトリック・ギター、バッキング・ボーカル、ハンドクラップ
- ジョン・レノン - バッキング・ボーカル、エレクトリック・ギター、メロトロン、ハンドクラップ
- ポール・マッカートニー - バッキング・ボーカル、ベースギター、カウベル、ハンドクラップ
- リンゴ・スター - ドラム、タンバリン

外部ミュージシャン
- デイビット・メイソンと3名の奏者（不明） - トランペット
- ポール・ハーヴィ - バス・クラリネット